# 백화 (회화)

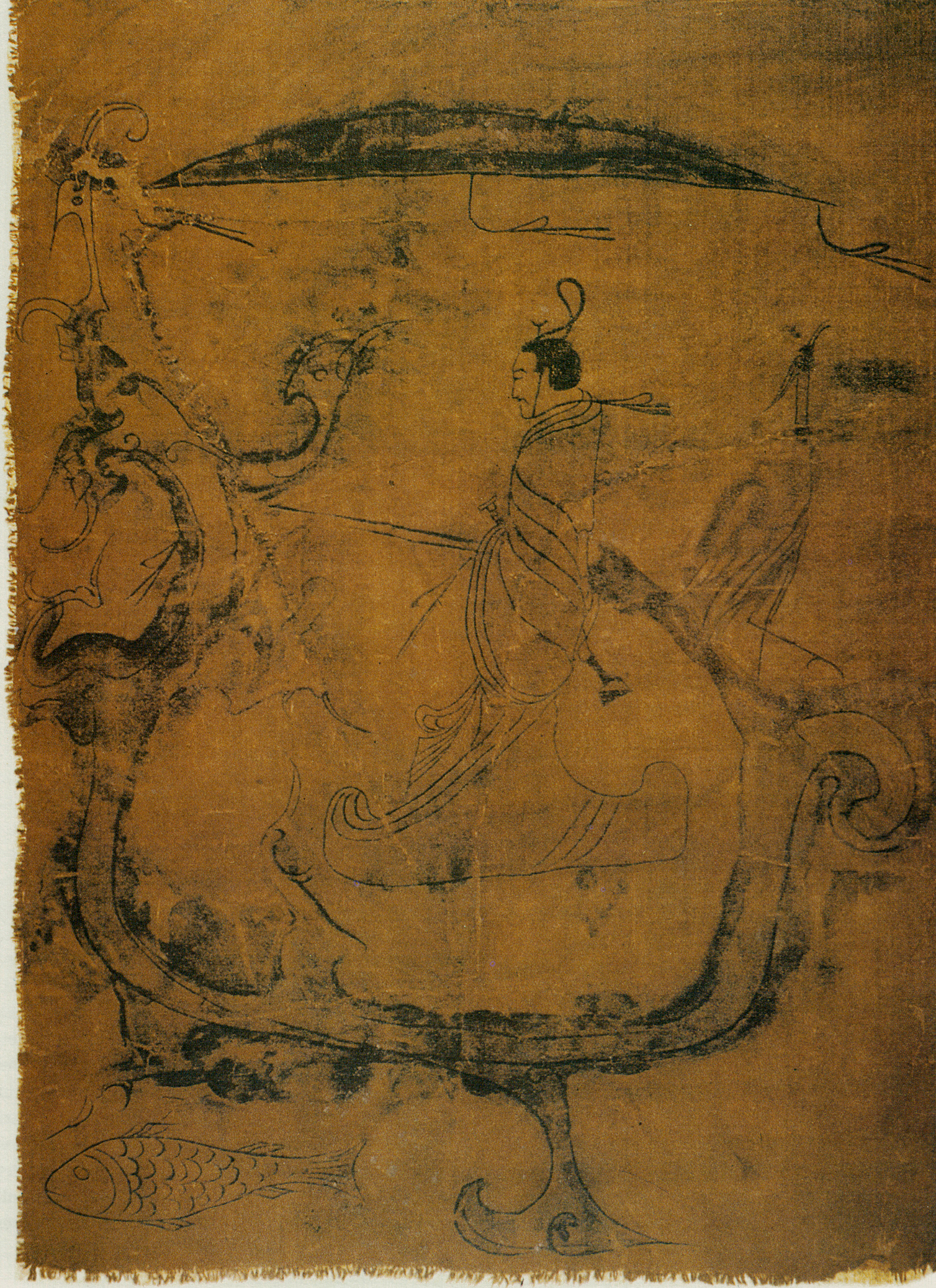
용의 백화 (중국)

백화(帛畫) 또는 실크페인팅(silk painting)은 비단에 그린 그림을 말한다. 아시아의 전통적인 회화 방식이다. 방법은 다양하지만 전통적인 공급원인 100% 실크 원단을 틀에 맞춰 늘이고 직물에 물감이나 염료를 바르는 것이 직물 예술을 만드는 과정의 시작이다.

## 국가별 스타일

### 중국
현존하는 가장 초기의 중국 백화 중 하나는 마왕퇴에서 제작된 기원전 165년경의 2미터 길이의 T자형 그림이다. 그러나 백화는 빠르게 다른 지지대에 그림을 그리는 방식으로 바뀌었다.
백화는 구타페르카를 레지스트로 사용하여 미세한 패턴을 얻을 수 있다.